# Chitré Challenger
Il Chitré Challenger, noto anche come Visit Panamá Cup de Chitré per motivi di sponsorizzazione, è stato un torneo professionistico maschile di tennis giocato su campi in cemento. Faceva  parte dell'ATP Challenger Tour. Si è giocata una sola edizione nel 2014 a Chitré a Panama.

## Albo d'oro

### Singolare
| Anno | Campione      | Finalista      | Punteggio     |
| ---- | ------------- | -------------- | ------------- |
| 2014 | Wayne Odesnik | Wang Yeu-tzuoo | 5–7, 6–4, 6–4 |

### Doppio
| Anno | Campioni                    | Finalisti                            | Punteggio   |
| ---- | --------------------------- | ------------------------------------ | ----------- |
| 2014 | Kevin King Juan Carlos Spir | Alex Llompart Mateo Nicolas Martinez | 7–6(5), 6–4 |